# Шостакі (Більський повіт)
Шостакі (пол. Szostaki) — село в Польщі, у гміні Кодень Більського повіту Люблінського воєводства. Населення — 46 осіб (2011).

## Історія
За даними етнографічної експедиції 1869—1870 років під керівництвом Павла Чубинського, у селі переважно проживали греко-католики, які розмовляли українською мовою.
За німецьким переписом 1940 року, у селі проживало 114 осіб, з них 60 «русинів», 51 поляк і 3 білоруси.
У 1975—1998 роках село належало до Білопідляського воєводства.

## Демографія
Демографічна структура станом на 31 березня 2011 року:
|          | Загалом | Допрацездатний вік | Працездатний вік | Постпрацездатний вік |
| -------- | ------- | ------------------ | ---------------- | -------------------- |
| Чоловіки | 23      | 4                  | 16               | 3                    |
| Жінки    | 23      | 2                  | 8                | 13                   |
| Разом    | 46      | 6                  | 24               | 16                   |